# Minako Aino
Venerina ratnica (engl. Sailor Venus, jap. Sera Vinasu) je lik iz serije Sailor Moon. Njeno pravo ime je Minako Aino (Mina Aino). Ona je peta mornarka ratnica i ovladava moćima ljubavi.
Venerina ratnica je peta mornarka. Kada se predstavlja neprijateljima sebe opisuje kao Boginju Ljubavi. Venerina Ratnica nosi narandžasto odelo sa dve plave mašne i tijaru sa narandžastim draguljem.
Njene transformacije su:
- Moć Venere, transformacija!
- Zvezdana moć Venere, transformacija!
- Moć kristala Venere, transformacija!

Njeni napadi su:
- Udar Polumeseca! (Cresent Beam!)
- Venerin Voli-me lanac! (Venus Love-Me Chain!)
- Šok ljubavi i lepote! (Venus Love and Beauty Shock!)
- Vibracija kotrljajućeg srca (Rolling Heart Vibration!)

## Ličnost
Minako ima plavu kosu, plave oči i u kosi uvek nosi crvenu mašnu. U horoskopu je Vaga. Ona je veoma slična Usagi, ne voli školu, zaljubljiva je i ponekad se ponaša čudno. Deo njenog prezimena Ai na japanskom znači ljubav, njeno celo prezime znači ljubavi, a celo ime Minako ljubavi. Pre nego što se doselila u Japan, Minako je živela u Londonu i bila Ratnica V (eng. Sailor V; jap. セーラーＶ, Sera V ) i borila se protiv kriminala zajedno sa policajkom koju je volela kao majku. Tada je Minako posedovala moći meseca. Odustala je od sebe kao Ratnice V kada je, nakon eksplozije u kojoj je policajka mislila da je Minako stradala, videla njih dvoje zajedno i shvatila da srce ljubavi pripada nekome drugom. Nakon toga se odselila u Japan. Kao Ratnica V ima čak i svoju mangu, Codename: Sailor V. 
Minako je opisana kao vesela i bistra devojka. Svestrana je, elegantna, inteligentna, prefinjena sa vremena na vreme (Što se najbolje videlo u epizodi 108. gde je pričala besprekornije čak i od Ami).
Romantična je i voli da daje savete drugima u vezi sa ljubavju, iako ima malo iskustva. Usagi je ljubomorna na nju jer joj se čini da je Minako zgodnija i da privlači svu pažnju momaka. Minako se često svađa s Rej, ali je istovremeno i poštuje. Minako je dobra prijateljica, posebno s Usagi s kojom se dobro složila jer su slične po tome što obe ne shvataju školu ozbiljno za razliku od Ami. Minako je i otvorena, komunikativna i duhovita osoba. Njeni omiljeni hobiji su: skupljanje plišanih životinja, crtanje, jelo, ogovaranje, pletenje, igranje video-igrica, čitanje stripova, kupovina i gledanje romantičnih filmova.

## Anime i manga
U animeu, Minako dobija malo drugačiju životnu priču. Kao posledica toga što je u prošlosti imala mnogo bitki, kada je upoznala ostale ratnice njeno ponašanje je bilo vrlo ozbiljno i bila je zaista fokusirana na svoju misiju kao Mesečevog mornara. U mangi ona je čak rekla ostalim mornarima da je ona princeza koju traže, a zapravo je služila kao mamac za neprijatelje kako bi prava princeza, Usagi, bila bezbedna. Tokom prve sezone se vidi da od svih Unutrašnjih ratnica ona ima najjače uspomene na prošli život, kada je živela u 30. veku.
Njene avanture su uzbudljive, entuzijastične i komične. 
Mačak Artemis živi zajedno sa Minako i njen je najbolji prijatelj. Minako živi sa oba roditelja, ali se o njenoj porodici malo govori u seriji. Njenu i Usaginu porodicu Naoko Takeuči je stvorila po uzoru na svoju. Na početku, Minako živi izdvojeno od ostalih, ali se kasnije prebacuje u njihovu školu, gde je član odbojkaškog kluba. Njen omiljeni predmet je fizičko, a u mangi najviše mrzi matematiku i engleski. U animeu, budući da je živela u Londonu, ona odlično govori engleski, čak bolje i od Ami. Zadivljena njenim govorom, Usagi je moli da je poduči.
Njena velika ljubav je i pop kultura. Želi da postane tinejdžerski idol i ide na audicije glume, plesa i pevanja kad god može. 
Njeno omiljeno piće je čaj, hrana pirinač i rezanci, životinja ptice. Omiljene boje su joj žuta, roze, narandžasta i crvena. Od cveća najdraži su joj orhideje i cvetovi narandže, a od dragog kamenja topaz. Ima problema sa majkom.

## 
Dok u animeu i mangi Minako sanja da postane idol, u seriji snimljenoj po ugledu na anime, ona to i jeste. Još od prvog čina, Minako je prikazana kao poznata pevačica, a Usagi je njen najveći fan. Njen drugi album koji je izašao na početku serije zove se „Venera,” a njena najpopularnija pesma je C'est La Vie, koja je zapravo igra reči na japaskom; fraza i ime njenog alter-ega, Ratnice V se izgovaraju skoro isto (sērāvī). Njen prvi album, „Imitacija,” objavljen je pre nego što je upoznala Artemisa i postala jedna od mornarki-ratnica, ali naziv pesama na njemu ukazuju na to šta će se kasnije dešavati: „Poreklo legende,” „Imitacija,” „Nemoj izgubiti! Božićna devojka,” „Ljubav protiv snova,” „Sreća,” „Tajna,” „Narandžasto srce,” „Beli randevu” i „Mejk ap moć”. 
Minako tajno vodi dvostruki život kao idol i heroina - slavna kao pevačica i isto tako poznata kao Ratnica V. Odlučuje da ostane odvojena od ostalih, ali zna ko su oni. Kao i u animeu i mangi, na kraju odbacuje ogrtač Ratnice V u korist njenog pravog alter-ega, Mornara Venere. Ipak ona je malo uključena u aktivnost ostalih i često izražava neslaganje sa njihovom efikasnošću kao Mesečevih mornara. Frustrira je njihov nedostatak fokusa, kao i njena udaljenost od njih. Kasnije se saznaje da je razlog njenog udaljavanja od ostalih njena vrlo verovatno smrtonosna bolest i ona ne želi da oni postanu bliski sa njom, jer bi ih samo rastužila njena smrt.
Kada su ostale mornarke-ratnice shvatili da su Ratnica V i Minako ista osoba, oni su to krili od, za njih neodgovorne, Usagi neko vreme. Često se svađa sa Rej Hino, ali je istovremeno i poštuje. Rej je trebalo da bude „sekundarni lider” Mesečevih mornara (u slučaju da se nešto desi Usagi, ona bi bila vođa). Na početku serije, Rejine veštine su lošije od Minakinih i ona ne želi da prihvati njen savet. Međutim, postaju dobre prijateljice. Ponekad Minako dopušta Rej da joj čuva leđa i na kraju joj je ispričala za svoju bolest i za to da oseća da je njena sudbina da postanje Mesečev mornar. 
Minako se u seriji ponaša veoma ozbiljno i retko se smeje. Osim komplikacije njene neimenovane bolesti (u jednoj epizodi lekar joj je rekao da joj je ostalo još šest meseci života), njena opsednutost prošlošću čini je odvojenom od sveta i ona smatra da je njen sadašnji život manje važan. Vidi se da stvarno voli pevanje i na trenutke se ponaša nestašno, što se naročito vidi u njenom odnosu sa Artemisom. 
Kao i u mangi, Minako služi kao mamac za neprijatelje da bi prava princeza Meseca, Usagi, bila bezbedna, ali ona ovo radi samo tokom jednog dela serije. Svesna je svog pravog položaja i često ugrožava svoj život zbog Usagine bezbednosti. U civilnom životu Usagi glumi Minako, da bi se ona odmorila od fotoreportera. To radi jer shvata da bi Minako trebalo da se bar neko vreme drži daleko od zamki slave. 
Blizu kraja serije otkrivaju da postoji operacija koja će ili izlečiti Minako, ili će je ubiti. Ona to odbija, želeći da živi bez toga dokle god može, ali je ostale devojke ubeđuju da prihvati bilo kakvu šansu koja joj se pruži u životu. Prikazano je kako Minako ulazi u bolnicu, a kasnije tog dana Artemis stiže u Rejin hram i govori devojkama da je Minako umrla. Rej je iskoristila Minakino oružje, Venerin bodež, u kombinaciji sa svojim Marsovim bodežom u završnoj bici. Iako je Minako umrla pre konačne bitke, Usagi je u bici upotrebila Srebrni kristal da bi Minako pružila drugu šansu u životu.

## Forme i aspekti
Prva pojavljivanja svih njenih formi:
| Oblik                  | Anime   | Manga   | PGSM   | Sailor V |
| ---------------------- | ------- | ------- | ------ | -------- |
| Ratnica V              | Ep. 1   | Pog. 1  | Čin 1  | Vol.1    |
| Aino Minako            | Ep. 33  | Pog. 8  | Čin 1  | Vol. 1   |
| Venerina Ratnica       | Ep. 33  | Pog. 8  | Čin 12 | Vol. 15  |
| Super Venerina Ratnica | Ep. 143 | Pog. 39 | --     | --       |
| Princeza Venera        | --      | Pog. 41 | --     | --       |
| Večna Venerina Ratnica | --      | Pog. 42 | --     | --       |

Mornar Venera
Minakin identitet Mesečevog mornara je Venerina Ratnica. U toku serije, ona se predstavlja na različite načine, najčešće kao „Boginja ljubavi,” mada se predstavljala i kao „Ratnica ljubavi i nade” i „Ratnica ljubavi i lepote”. Njene ličnosti kao Venerina Ratnica i Minako Aino se ne razlikuju, ali da bi prihvatila svoje moći, ona se mora transformisati u Venerinu ratnicu.
Ime planete Venere na japanskom je kandži 金星.Prvi ideogram označava metal, naročito zlato, a drugi nebesko telo. Za razliku od ostalih mornara, njene moći ne potiču od elementa koji je dobio ime po njenoj planeti. Umesto toga, zasnivaju se na konceptu ljubavi, jer je Venera bila rimska boginja ljubavi. Ona koristi metal (Venerin „Voli-me lanac”) i ima nekoliko napada koji u nazivu imaju reč „polumesec”. Uglavnom ih je koristila kao Ratnica V. 
Mornar Venera je „zakonski” vođa Mornara-zaštitnika (poznati i kao Ratnici četiri zaštitnička božanstva). Njihova misija je da štite princezu Sereniti. Ponakad joj je Usagino vođstvo neprijatno. U mangi, pošto je lider, njoj je poveren otrovni mač, koji je iskorišćen da bi se ubila kraljica Beril i koji može da se iz kamenog sečiva pretvori u mač napravljen od Srebrnog kristala.
U PGSM-u, u uvodu, njena uniforma ratnice je drugačija od ostalih, jer je ona „princeza Meseca”. Na čelu je imala simbol polumeseca (ostali Mesečevi mornari nose tijaru) i nosila krunu sa lažnim Srebrnim kristalom. Krunu prestaje da nosi kada je otkriveno da je kristal lažan i počinje da nosi tijaru kao i ostali kada su saznali da je Usagi prava princeza. U mangi, Minako i jeste princeza, princeza Venere. Ne nosi krunu, ali ima simbol polumeseca sve dok nisu saznali da je Usagi princeza koju traže. Kako Minako postaje snažnija, izgled njene uniforme se menja.
Princeza Venera
U tridesetom veku Minako je bila princeza njene rodne planete. Bila je vođa zaštitnika princeze Sereniti od Mesečevog kraljevstva. Kao princeza Venera živela je u Magelanovom dvorcu i nosila dugu žutu haljinu. U ovom obliku se pojavljuje samo u mangi. U nju je bio zaljubljen Adonis, pešadinac u njenoj vojsci. Ona nikada to nije primetila. Adonis je posle prešao pod komandu princa Endimiona. Kada se ponovo rodio u 20. veku, postao je negativac i radio za Mračnu agenciju. 
Ratnica V
Oblik u kom se Minako borila protiv zla pre nego što su ostali Mesečevi mornari otkriveni. Bila je mamac za neprijatelje, da bi Usagi bila sigurna. Njena uniforma je drugačija od onih koje nose ostali mornari, ima crvenu masku i ogrtač. Ona je nešto poput slavne ličnosti, a Usagi je njen najveći obožavalac. Sebe je predstavljala kao ratnicu pravde.

## Prijem
Kao i za sve ostale Mornare, zvanična anketa popularnost Sailor Moon likova navela je Minako Aino, Mornara Veneru i Ratnicu V kao odvojene likove. Po anketi iz 1992. godine, Mornar Venera je drugi najpopularniji lik, Minako Aino deseti, a Ratnica V deveti, od ukupno 39 izbora. Po anketi iz 1993. sada sa 50 izbora, Minako je peti najpopularniji lik, Venera sedmi, a Ratnica V deseti. Godine 1994. sada sa još jednim izborom, Minako je četrnaesta, Venera dvanaesta, a Ratnica V devetnaesta. 
Kada je komentarisala Codename: Sailor V, Bridžit Alverson je opisala Minako kao energičniju od Usagi. Ona navodi da je Minako, iako nije dobar đak, „živahna devojka jakog duha koja ne staje na pola puta”. Ketrin Dejsi je takođe pohvalila njenu istrajnost i navela to da Minako svesrdno prihvata svoje dužnosti kao Ratnica V. Ed Sajzmor je osetio da njena sportska priroda čini da ona ima više samopouzdanja nego Usagi i da je više samoodrživa nego ona. 